# Aero Commander 100
Pour les articles homonymes, voir Aero Commander.

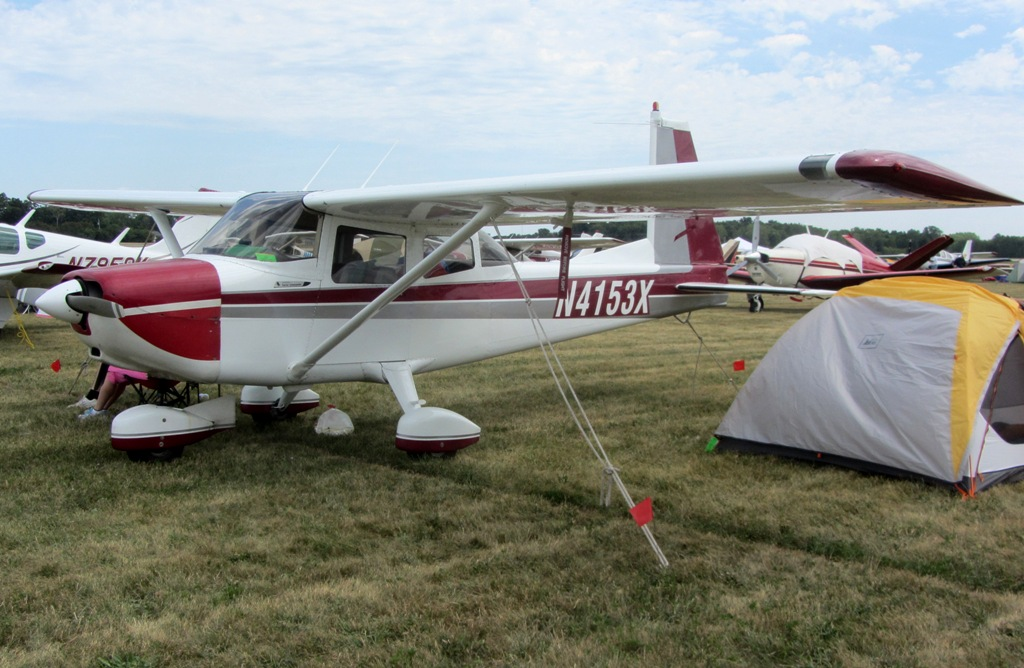
Aero Commander 100.

L’ Aero Commander 100 est un quadriplace d’école et de tourisme métallique à aile haute en train classique fixe dérivé du Volaire 1050, qui fut produit de 1965 à 1968 par la société aéronautique Aero Commander.
Au début des années 1960, Aero Commander avait réalisé que sa principale faiblesse vis-à-vis de ses grands concurrents, Cessna, Piper et Beechcraft, était de ne pas pouvoir fidéliser sa clientèle faute de disposer d’une gamme complète du biplace d’école au bimoteur d’affaire. Pour disposer d’un quadriplace léger d’entrée de gamme, elle acheta la firme Volaircraft et poursuivit la production du Model 1050 de 1965 à 1968. Cet appareil fut rebaptisé Cadet Commander en 1967 puis Darter Commander en 1968.
En 1968 fut proposé une nouvelle version de l’Aero Commander 100 avec un moteur Lycoming de 180 ch et une dérive en flèche classique, baptisée Lark Commander. Faute de ventes suffisantes le Lark Commander disparut du catalogue du constructeur en 1969, tout comme le Darter Commander.